# Beta Hydri
Beta Hydri is een gele dwerg met een spectraalklasse van G2.IV in het sterrenbeeld Waterslang. De ster met schijnbare magnitude 2,88 bevindt zich 24,33 lichtjaar van de zon.